# Quảng trường San Marco

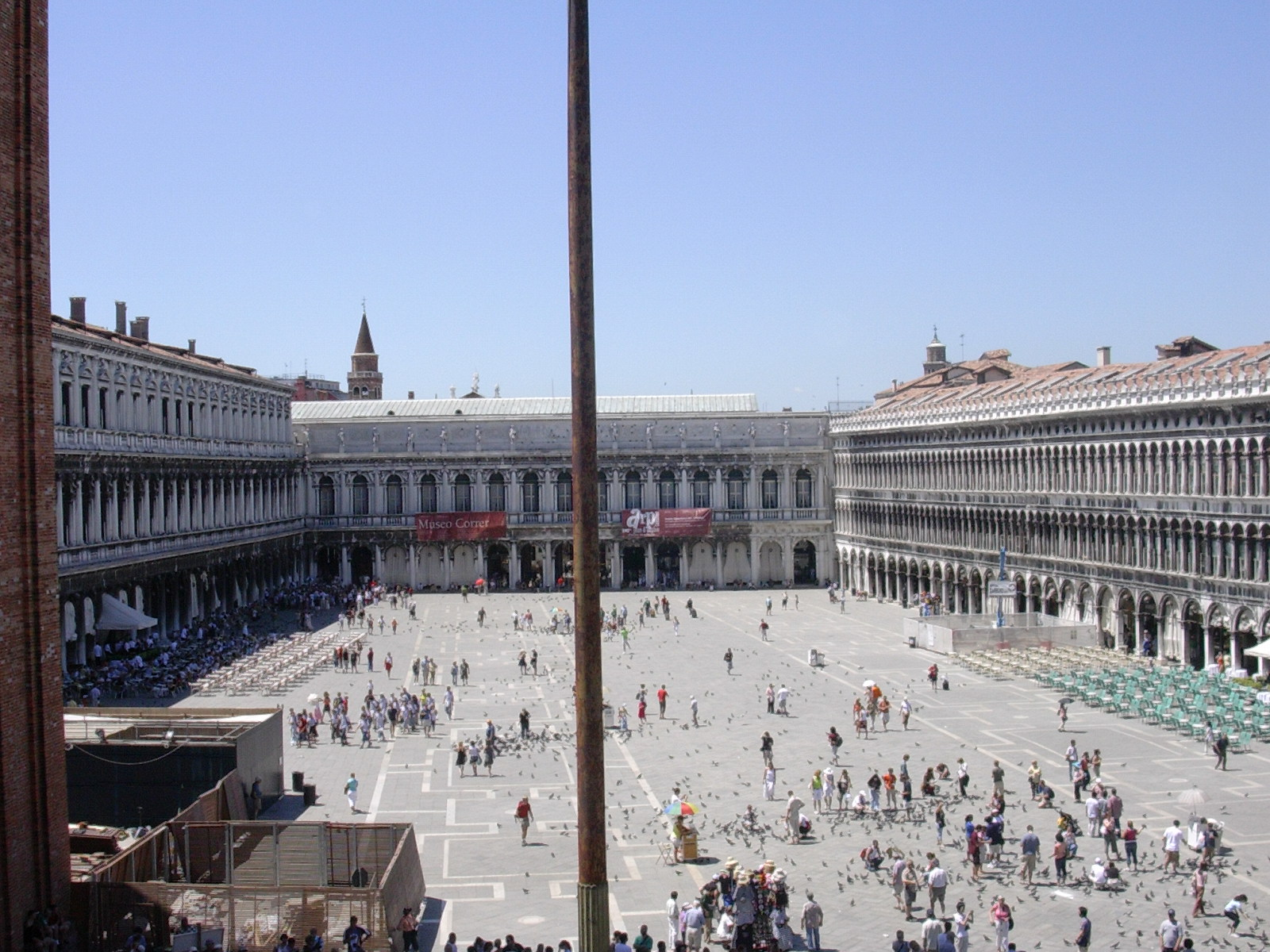
Quảng trường nhìn từ Nhà thờ Thánh Mark

Quảng trường San Marco hay Quảng trường Thánh Máccô (tiếng Ý: Piazza San Marco) là quảng trường quan trọng nhất và nổi tiếng nhất của thành phố Venezia. Quảng trường dài 175 m, rộng 82 m và cùng với Piazzale Roma và Piazza di Rialto là ba quảng trường duy nhất trong thành phố được gọi là piazza. Các quảng trường khác của Venice được gọi một cách khiêm nhường hơn: campi. Alfred de Musset đã từng gọi quảng trường này là "salon của châu Âu". Vì không cao hơn mực nước biển là bao nhiêu nên quảng trường rất hay bị ngập lụt mỗi khi có bão cuốn theo nước ập vào từ mặt nhìn ra Kênh Lớn (Canal Grande) là khoảng không gian trống.
Quảng trường, cũng như toàn bộ thành phố Venezia, là khu vực dành riêng cho người đi bộ. "Đại sảnh lễ hội đẹp nhất châu Âu" này, như Napoléon đã từng gọi, bao giờ cũng tràn ngập du khách, nhiếp ảnh gia và chim bồ câu.

## Lịch sử

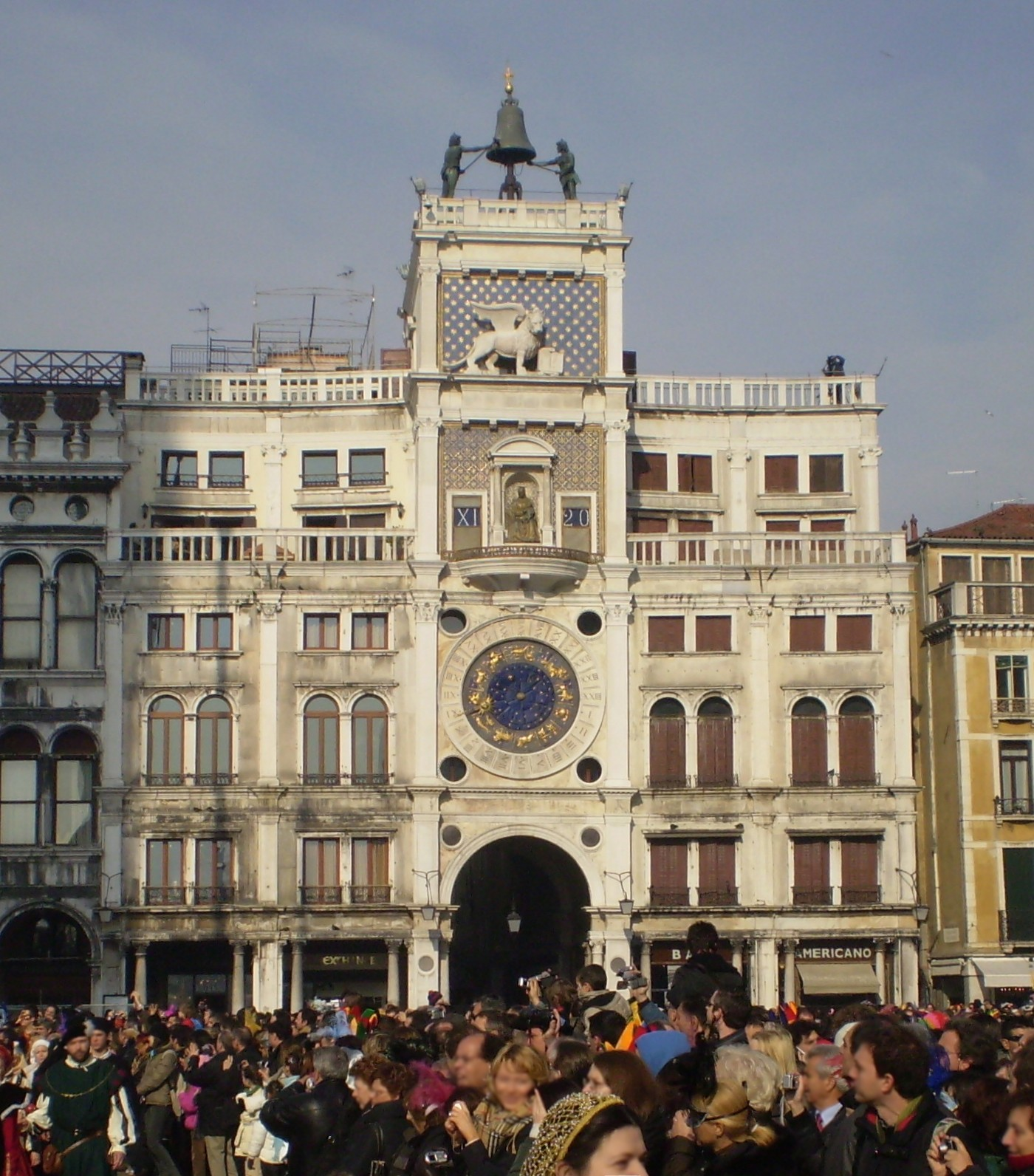
Tháp đồng hồ (Torre dell'orologio)

Trong thế kỷ thứ 9 quảng trường xuất phát từ một diện tích trống trước ngôi Nhà thờ Thánh Mark vẫn còn khiêm nhường. Đây là nơi công bố và tiến hành nghi thức của hội đồng thành phố cũng như là nơi tổ chức lễ hội của thành phố như lễ hội hóa trang.
Quảng trường Thánh Máccô ngày nay là kết quả của nhiều đợt xây dựng kiến tạo cách xa nhau về thời gian, chủ yếu giữa 1200 và 1600.
Công trình đầu tiên là việc xây dựng ngôi nhà thờ cho hài cốt của Thánh Mark năm 829, dưới thời tổng trấn (doge) thứ 11 và 12. Theo truyền thuyết kể lại, hài cốt của vị thánh được đánh cắp từ thành phố Alexandria (Ai Cập) về đến Venice. Ngôi nhà thờ được xây dựng kế cạnh dinh tổng trấn thành phố. Năm 976 dinh, ngôi nhà thờ và tròn 300 căn nhà đã bị hỏa hoạn đốt cháy hoàn toàn. Nhân dịp này vị tổng trấn Pietro I Orseolo (928 – 987) đã cho tái tạo lại khu đất.
Quảng trường Thánh Máccô bắt đầu có kích thước như ngày nay khi nhánh sông của Rio Batario và bến cảng giữa quảng trường và Dinh Tổng trấn được đổ đất lấp đi. Giữa 1172 và 1178 tổng trấn Sebastiano Ziani cho mở rộng quảng trường này, và đến năm 1177 khi Hoàng đế Thánh chế La Mã Friedrich I đến viếng thăm thì đây đã là trung tâm tiêu biểu cho thành phố cộng hòa Venice. Từ năm 1723 quảng trường được lát bằng đá trachyte, có hoa văn hình học màu sáng trên nền sẫm màu hơn, tạo cảm giác cho thấy quảng trường dài hơn.

## Công trình xây dựng

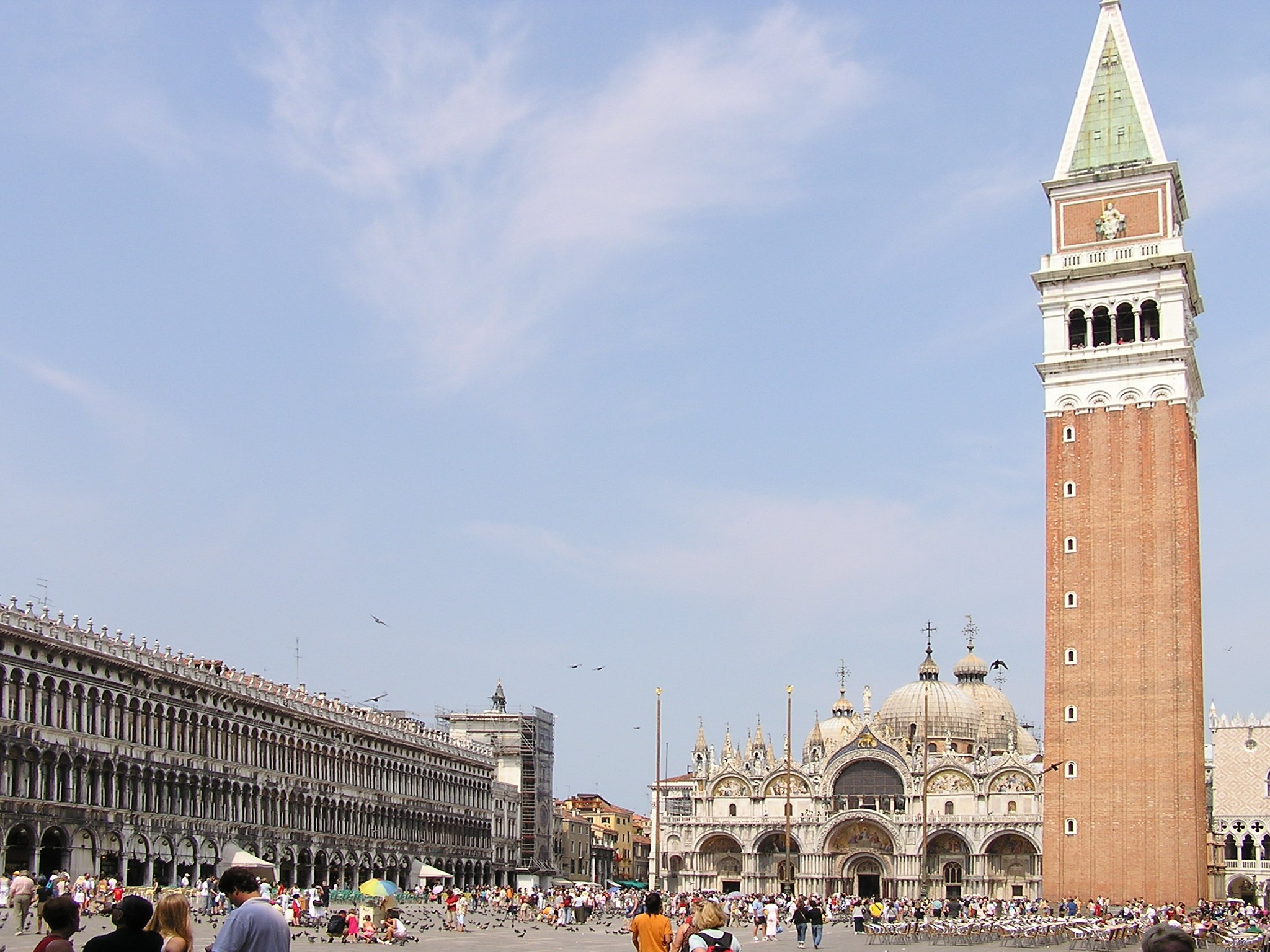
Tháp chuông và Nhà thờ Thánh Mark

Bắt đầu từ Canal Grande, ngược chiều kim đồng hồ là Dinh Tổng trấn (Venezia), Porta della Carta (cổng đi vào Dinh tổng trấn), tháp đồng hồ (Torre dell'Orologio), dinh Procuratie Vecchie, cánh nhà Napoléon của Procuratie, dinh Procuratie Nouve, tháp chuông và Biblioteca Marciana, một trong các thư viện lớn nhất của Ý.
Porta della Carta là cổng vào Dinh Tổng trấn, còn được gọi là Cổng Vàng (porta aurea) do được mạ rất nhiều vàng, được xây giữa 1438 và 1442 dưới sự lãnh đạo của Giovanni và Bartolomeo. Bức tượng do Francesco Foscari cho xây được đặt bên cạnh cổng, miêu tả vị tổng trấn đang quỳ trước con sư tử có cánh là biểu tượng của Thánh Mark cũng như của thành phố Venice.
Toore dell'Orologio là một tháp đồng hồ do Mauro Codussi kiến tạo trong khoảng 1496-1499, tầng thứ ba do kiến trúc sư Giorgio Massari xây thêm năm 1755. Đây là một đồng hồ thiên văn học mô tả các chu kỳ Mặt Trăng, mặt trời và hoàng đạo. Hai tượng đồng khổng lồ gõ vào chuông đồng mỗi đầu giờ.
Các dinh thự Procuratie bao bọc phía bắc, nam và đông của quảng trường nguyên là các dãy nhà công sở hành chính của cộng hòa Venice. Dinh Procuratie Vecchie được xây dựng từ năm 1514 dưới sự lãnh đạo của Bartolomeo Buon. Dinh Procuratie Nouve được xây từ năm 1583 do Vincenzo Scamozzi lãnh đạo, và từ 1616 đến 1640 là Baldassare Longgena. Dinh này thay thế cho một dinh cũ đã bị hỏa hoạn đốt cháy. Bắt đầu từ thời điểm này, quảng trường có dạng hình thang thay vì là hình chữ nhật như trước đó. Cánh nhà nối kết – ala napoleonica – là một công trình xây dựng của thế kỷ 19. Người Pháp lúc đó đang chiếm giữ Venice đã ra lệnh giật sập Nhà thờ Thánh Gemigniano để tạo chỗ trống cho một kiến trúc mới phù hợp với hai dinh Procuratie. Trong tầng trệt là cửa hàng và quán cà phê, trong đó có hai quán cà phê nổi tiếng nhất Venice là Gran Caffe Quadri và Caffe Florian, khai trương trong năm 1683, là quán cà phê lâu đời nhất châu Âu. Trong các dinh thự Procuratie là Viện Bảo tàng Correr và Viện Bảo tàng Khảo cổ Venice.

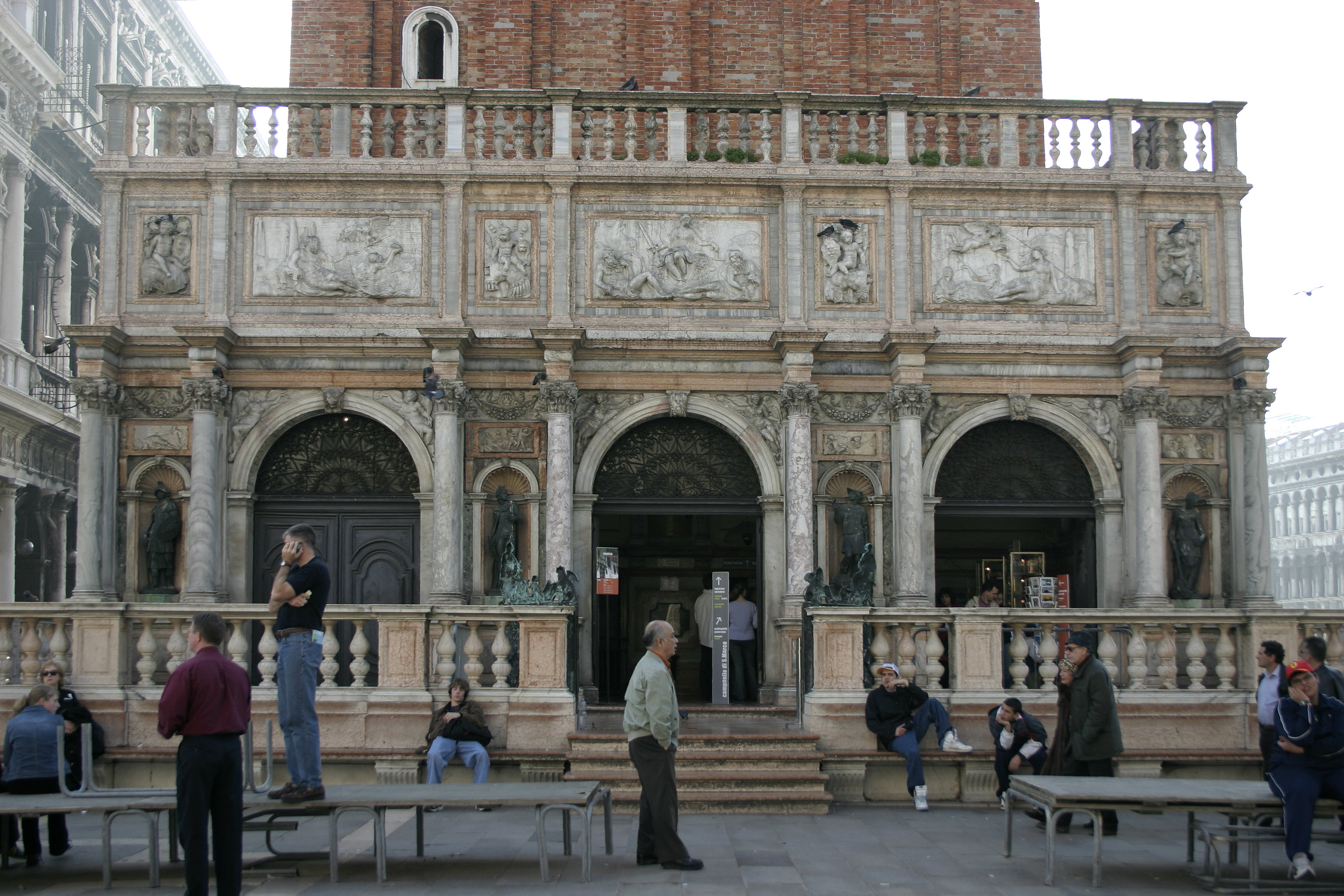
Loggetta

Tháp chuông trên Quảng trường Thánh Máccô được xây trên nền của một công trình xây dựng cũ và được hoàn tất trong thế kỷ 12. Tháp này là dấu hiệu đất liền cho người đi biển, về đêm có thể đốt lửa như một ngọn hải đăng. Trong lịch sử tháp đã nhiều lần bị hư hại do động đất hay hỏa hoạn. Năm 1902 tháp được xây dựng lại như cũ sau khi đổ sập xuống.
Loggetta nằm cạnh tháp đồng hồ do Sansovino kiến tạo giữa 1537 và 1540, là hội trường của giới quý tộc thành phố. Hình nổi và tượng của công trình xây dựng này ca ngợi các đức tính của Cộng hòa Venice - tài năng trong chiến tranh và thương mại, hòa thuận trong chính trị, tài hùng biện – mô tả lòng yêu hòa bình và đặc biệt là sự bảo hộ của tông đồ Mark.
Phần giữa Dinh Tổng trấn, Biblioteca Marciana (Thư viện Thánh Máccô) và phá được gọi là Piazzetta die Leoncini, có hai cột cao mang hình tượng của Thánh Mark và Thánh Torado. Biblioteca Marciana hay Thư viện thánh Mark kết nối Piazzetta với Quảng trường Thánh Máccô.